# Antonio Carro Martínez
Antonio Carro Martínez (* 3. Mai 1923 in Lugo; † 10. April 2020 in Madrid) war ein spanischer Politiker und von 1974 bis 1975 Staatsminister.
Antonio Carro Martínez machte in der Diktatur unter General Franco Karriere. Er übernahm am 3. Januar 1974 das Amt als spanischer Staatsminister, welches er bis zum 11. Dezember 1975 innehatte. Während des Grünen Marschs war er vom bereits schwer erkrankten Franco zeitweise mit der Führung der Verhandlungen mit Marokko beauftragt.
Carro Martínez verfügte über enge Verbindungen zu der friedliche Reformen anstrebenden Gruppe Tácitos. Nach dem Tode Francos am 20. November 1975 setzte er sich beim Ministerpräsidenten Carlos Arias Navarro für diese Gruppe ein. Mehrere Mitglieder der Gruppe erhielten Funktionen in der zweiten Ebene der Regierung.
Später schloss sich Carro Martínez der 1976 gegründeten rechtskonservativen Alianza Popular an.